# Ситкунай
Ситкуна́й («Ситку́ны», лит. Sitkūnai) — деревня в Литве, 17 км к северу от Каунаса, рядом с автомагистралью Е85 Вильнюс-Клайпеда (А1 в литовской классификации).

## Население
| Численность населения, чел. | Численность населения, чел. | Численность населения, чел. |
| 1970                        | 1987                        | 2001                        |
| --------------------------- | --------------------------- | --------------------------- |
| 354                         | 237                         | 206                         |

## Прыжки с парашютом с антенн в Ситкунах
- Lithuanian Fun
- Igor's 300th BASE jump @ Amusement park for BASE!